# Coua
Coua és un gènere d'ocells de la família dels cucúlids (Cuculidae) endèmic de l'illa de Madagascar.
Els couas recorden els turacs africans quan caminen per les branques dels arbres, i també presenten una pell nua de colors brillants al voltant dels ulls. Alguns s'assemblen als cucals per l'hàbit d'enfilar-se per la selva mentre s'alimenten, mentre que les espècies arbòries es mouen entre les copes dels arbres. Hi ha espècies que el seu hàbitat són les selves tropicals mentre que d'altres són els boscos secs de l'oest i el sud de Madagascar.
Tenen uns peus grossos amb un tercer dit reversible com tots els cucuts. La llarga tíbia suggereix una relació amb els cucuts terrestres Carpococcyx d'Àsia, un gènere amb cries similars. En conseqüència, de vegades s'uneixen en la subfamília Couinae. Els couas construeixen els seus propis nius i pon ous blancs. El reclam és una sèrie breu de notes espaiades uniformement, que de vegades són contestades per altres individus.

## Taxonomia
El gènere Coua va ser erigit pel naturalista suís Heinrich Rudolf Schinz el 1821 amb el Cuculus madagascariensis (sinònim de Cuculus gigas) com a espècie tipus. El nom prové de «koa», la paraula malgaix per al couas.
Aquest gènere està format per 12 espècies:
- coua blau (Coua caerulea).
- coua de Coquerel (Coua coquereli).
- coua crestat septentrional (Coua cristata).
- coua corredor (Coua cursor).
- coua de Delalande (Coua delalandei).
- coua gegant (Coua gigas).
- coua de capell olivaci (Coua olivaceiceps).
- coua crestat meridional (Coua pyropyga).
- coua front-rogenc (Coua reynaudii).
- coua de capell rogenc (Coua ruficeps).
- coua pit-roig (Coua serriana).
- coua de Verreaux (Coua verreauxi).

## Fòssils i espècies extingides
- Coua antiga, Coua primaeva - prehistòric
- Coua de Bertha, Coua berthae - només es coneix per restes fòssils de l'Holocè.[7]
- Coua de Delalande, o la coua que menja cargols Coua delalandei - extinta (finals del segle XIX).